# Мавров, Иван Иванович
Ива́н Ива́нович Ма́вров (26 июня 1936 — 8 августа 2009) — советский и украинский врач. Доктор медицинских наук, профессор, директор Института дерматологии и венерологии АМН Украины (1977—2009), заведующий кафедрой кожных и венерических болезней Харьковской медицинской академии последипломного образования (1984—2009).

## Биография
Родился в г. Мариуполе. В 1960 году окончил Донецкий медицинский институт. В период с 1960 по 1977 год работал главным врачом участковой сельской больницы, врачом дерматовенерологом, заведующим дерматовенерологическим отделением, главным врачом Городского кожно-венерологического диспансера, заведующим городским отделом здравоохранения. Ученик профессора М. Н. Бухаровича.
Отец Г. И. Маврова (1959—2021), также врача-дерматовенеролога, доктора медицинских наук, профессора, директора Института дерматологии и венерологии АМН Украины (2009—2012).

## Научная деятельность
Профессор И. И. Мавров — основатель научной школы, главный редактор журнала «Дерматология и венерология», им получено 35 патентов и 19 авторских свидетельств на изобретение. Под его руководством успешно защищено 8 докторских и 37 кандидатских диссертаций.
И. И. Мавров посвятил себя изучения болезней, приобретенных при половых контактах; выяснение морфологических, генетических особенностей возбудителей венерических инфекций; изучение функций и изменений мембран клеток при кожных и венерических заболеваниях; разработка диагностических тест-систем и автоматизированных лабораторных комплексов; медико-экологические, медико-математические и медико-социальные исследования.
И. И. Мавров опубликовал более 350 научных работ по различным разделам дерматологии и венерологии, в том числе 12 монографий: «Урогенитальные хламидиозы», 1983 год; «Лечение и профилактика гонококковой инфекции», 1984 год; «Микроциркуляция при дерматозах», 1985 год; «Контактные инфекции, передающиеся половым путём», 1989 год (с М. Н. Бухаровичем и Б. Т. Глухеньким); «Половые болезни», 1994 год, 2002 год (выдержала пять изданий на Украине и издана за рубежом); «ВИЧ-инфекция: актуальные вопросы клиники, диагностики, эпидемиологии и профилактики», 1994 год; «Герпес-вирусная инфекция», 1998 год, «Человеческие качества и человеческие отношения», 2005 год.
И. И. Мавров написал основные разделы руководств для врачей «Венерические болезни», 1991 год; «Унификация лабораторных методов исследования при инфекциях, передающихся половым путём», 2001 год; а также справочников «Раціональна діагностика та лікування в дерматології та венерології», 2007 год, «Основы диагностики и лечения в дерматологии и венерологии», 2008 год; «Этюды к диагностике и лечению в дерматологии и венерологии», 2009 год.

## Общественная деятельность
Большую научную, педагогическую, лечебную и организационную работу И. И. Мавров успешно сочетал с общественной деятельностью. Он являлся председателем Проблемной комиссии МЗ и АМН Украины «Дерматология и венерология», председателем Специализированного Совета по защите докторских диссертаций, вице-президентом Ассоциации дерматологов, венерологов и косметологов Украины. Был избран почетным членом Болгарского научного общества дерматологов и венерологов. И. И. Мавров был членом Научно-координационного совета по клинической медицине АМН Украины. По результатам оценок Института рейтинговых исследований Ассамблеи деловых кругов Украины И. И. Мавров в 2005 году был признан «Харковчанином года», а в 2006 г. — награждён дипломом и нагрудным знаком «Особистість року 2006» в номинации «Деятели науки и культуры Украины».